# ملا ممدجان
مُلّامحمدجان، عنوان یک سرودهٔ فولکلوریک بسیار قدیمیِ هراتی مشهور و منسوب به امیر علیشیر نوائی است.

## داستان عاشقانهٔ عایشه و ملامحمدجان
سرود ملامحمدجان در بیان سوزِ دل عایشه، دختر عاشقی است که نذر گرفته در ایام نوروز به مزار شریف برود و در جوار آرامگاه علی دعا کند، تا آرزویش که رسیدن به ملامحمدجان است برآورده گردد.
در رابطه با داستان عاشقانه عایشه و ملامحمدجان در کتاب‌های مربوط به تاریخ هرات و اخبار و روزنامه‌ها بارها مطالبی نوشته شده و رادیو افغانستان نیز در سال‌های دهه پنجاه خورشیدی این داستان را چندین بار نشر نمود. روایت داستان عاشقانهٔ عایشه و ملامحمدجان به این شرح است:
در عهد فرمانروایی تیموریان در هرات، به ویژه در عصر سلطان حسین بایقرا (فرمانروایی: ۱۵۰۶–۱۴۶۹ م)، مردم از تمام قلمرو آنان در نوروز به مسجد کبود به مزار شریف می‌آمدند و دولت خرج عروسی جوانانی را که در مزار شریف عروسی می‌کردند می‌پرداخت. دوران تیموری عصر شکوفایی هنر در هرات بود و مدارس متعددی در این شهر تأسیس شد و شاگردان در این مدارس به تحصیل علوم و فنون مختلفه می‌پرداختند. یکی از این مدارس، مدرسه‌ای بود در نزدیکی سرحدیده در شمال شهر هرات و به جوار زیارت ملاحسین واعظ کاشفی. یکی از طلاب مدرسه به نام ملامحمدجان همه روزه از محل سرحدیره تا چشمه قلمفور که نزدیک زیارت مولانا عبدالرحمن جامی است پیاده طی می‌نمود و صرف و نحو حفظ می‌کرد، ساعتی در کنار چشمه می‌آسود و شکرانه به جای می‌آورد. یکی از روزها جمعی از دختران سرحدیره با عایشه که دختر یکی از افسران مقرب دربار تیموریان بود غرض گرفتن آب از چشمه قلمفور می‌رفتند و ملامحمدجان هم واپس رهسپار مدرسه‌اش بود. در کنار چشمه در حال وضو گرفتن بود که ناگهان بادی با تندی وزیدن گرفت و روسری عایشه را از سرش پرانده و باد آن را نزدیک پای ملامحمدجان آورد. عایشه خواست تا روسری‌اش را بگیرد در همین اثنا چشم ملامحمدجان به عایشه می‌افتد و هر دو دلباخته هم می‌گردند.
سر از این تاریخ ملامحمدجان و عایشه عاشق و دلباخته یکدیگر می‌شوند. ملامحمدجان صرف و نحو را کنار می‌گذارد و به فکر ازدواج با عایشه می‌شود و از خانواده‌اش خواستگاری می‌نماید، چون ملامحمدجان طالب‌العلم بی‌بضاعتی می‌باشد پدر عایشه موافقت نمی‌نماید.

این دو عاشق دلباخته نذری را بر عهده می‌گیرند، در صورتی‌که ازدواجشان صورت پذیرد در ایام میلهٔ گل سرخ* به مزار شریف رفته و مدتی را در آرامگاه علی بن ابی طالب خاکروبی نمایند. عایشه همواره با دختران سرحدیره در بین عصر و شام به چشمه قلمفور غرض گرفتن آب می‌رفت و در جمع آن‌ها با سوز و درد این آهنگ را با خود زمزمه می‌کرد:
| بیا که بریم به مزار مُلاممَدجان* |  | سَیلِ* گُلِ لاله‌زار وا وا دلبرجان |
| به دربار سخی‌جان گله دارم       |  | یخن * پاره ز دست تو نگارم     |
| پس از مرگم بیایی بر مزارم      |  | مدامم در دعا در انتظارم       |
| بیا که بریم به مزار ملاممدجان  |  | سیل گل لاله‌زار وا وا دلبرجان  |
| به تن کردی گلم رَختِ* سیاه را    |  | کنم تعریف یار بی‌وفا را        |
| به دنیا مه* اگه غمخوار ندارم   |  | بگیرم دامن شیر خدا را         |
| بیا که بریم به مزار ملامامدجان |  | سیل گل لاله‌زار وا وا دلبرجان  |
| بیا زیارت کنیم شیر خدا را      |  | به چشم مالیم همان قلف* طلا را |
| مه* دعا می‌کنم آمین بگوین       |  | خدا کامیاب کنه هر دوی ما را   |
| بیا که بریم به مزار ملامامدجان |  | سیل گل لاله‌زار وا وا دلبرجان  |

اتفاقاً در همین اثنا امیر علیشیر نوائی، وزیر دانشمند عصر تیموری با عده‌ای از همراهان خود از آنجا می‌گذشت و در نزدیکی چشمه آوازخوانی عایشه را شنید، توقف نموده و آهنگ را از دور سراپا شنید، با فراست و نکته‌دانی دریافت که در خواندن این سرود فلسفه‌ای نهفته‌است. امیر پس از شنیدن آهنگ نزد عایشه آمد و با ملایمت و مهربانی از او پرسید که دخترم راست بگو، ملامحمدجان کیست و چرا در آهنگ صدای تو دردی نهفته‌است؟ عایشه ابتدا از حیا پاسخی نداد و سکوت اختیار کرد؛ ولی امیر علیشیر با شیوهٔ پدرانه به او وعده داد که اگر راستش را بگوید به او کمک خواهد کرد. سپس عایشه ماجرای عاشقانهٔ خود را مفصل به امیر حکایت نموده و افزود که ملامحمدجان از جمله طلاب مدرسهٔ شما است. فردای آنروز امیر شخصاً به خانه پدر عایشه رفت و به‌عنوان پدر ملامحمدجان از عایشه خواستگاری نمود، پدر عایشه که وضع را چنین دید، به احترام شخص امیر به این وصلت راضی گردید. امیر این دو دلباخته را آنطور که تعهد کرده بودند به مزار شریف فرستاد، درآنجا عروسی نمودند و مدتی را در مسجد کبود به صفت خادم ایفای وظیفه کردند.

## اجراها
عبادالله بهاری، پژوهشگر هنر ایرانی که پژوهش ۴۰ ساله پیرامون آثار کمال‌الدین بهزاد دارد. حاصل تحقیقات عبادالله بهاری در مورد کمال‌الدین بهزاد، کتابی است که چند سال پیش به زبان انگلیسی در لندن منتشر شد. «میرعلی شیر، که مسئول خزانه داری سلطان و وزیر خزانه داری بود، نقش مهمی در موفقیت دولت وی داشت. وی شاعر برجسته ای در ترکی چغاتی بود. استفاده از اسم مستعار بود. دیوان اشعار وی بدون شک در مجالس موسیقی نواخته و سرودها خوانده می‌شد»
چهارمین مکتب موسیقی کلاسیک هند از هم آغوشی با زبان فارسی رشد کرد با احتمال قوی «آهنگ ملا محمد جان» امیر شیر علی نوایی را تیموریان یا بابر خوداش به آگره و دهلی هندبردند. سند و ثبوت در اینترنت قابل دریافت است:
زمانیکه حکومت هند نوت موسیقی سرگامی یا مقامی علی‌شیر نوایی را تقریباً در سال ۱۹۰۶ میلادی به اختیار استاد غلام حسین (۱۸۷۶- در مرگ ۱۸ سپتامبر ۱۹۶۷ میلادی در کابل) پدر محمدحسین سرآهنگ از موسیقی نوازان خرابات کابل برای نواختن در کلکته هند قرار داد. از آن استاد یک نوار باخود به خرابات کابل آورد. بجای مزار نام کابل را می‌گرفت.
استاد غلام حسین موسیقی نوائی را تنها با نیمه دوم بند برگردان «مُلّامحمدجان» می‌نواخت. در آنزمان نیمه اول بند برگردان «بیا که بریم به مزار…» را برگردان نمی‌نمود.
آهنگ‌های محلی معمولاً با سازهای دوگانه، سه‌گانه، و چهارگانه اجرا شده و گاهی هم به صورت منفرد بدون سار توسط چوپانان و دهقانان هنگام کار خوانده می‌شود. محلی‌خوانان مشهور هراتی عبارتند از:
- خالوی شوقی
- کریم شوقی
- رحیم خوشخوان
- عبدالوهاب مددی
- ناوک هروی
- گوگوش
- امیرجان صبوری
- غلام‌دستگیر سرود
- غلام‌نبی زنده‌دل فوشنجی
- محمدقاسم مسرور
- استاد ساربان

گوگوش، پوران، محمد اصفهانی، سامی یوسف، فتانه، زویا ثابت و محمد اسماعیلی در سال ۱۳۹۶ خوانندگان ایرانی و گلالی (فریده) معروف به استاد فریده مهوش از خوانندگان زن اهل افغانستان سلما جهانی و آریانا سعید نیز این آهنگ را خوانده‌اند. همچنین سامی یوسف خواننده بریتانیایی ایرانی‌الاصل هم این آهنگ‌را با شعری به زبان پارسی (لهجه دری) هندی و انگلیسی و عربی خوانده‌است.